# Bartol Barišić
Bartol Barišić (Zagabria, 1º gennaio 2003) è un calciatore croato, attaccante dell'Austria Klagenfurt in prestito dal DAC Dunajská Streda.

## Carriera

### Club
Cresciuto nel settore giovanile della Dinamo Zagabria, ha debuttato in prima squadra il 24 luglio 2020 nei minuti finali dell'incontro di Prva hrvatska nogometna liga vinto 2-0 contro il Varaždin. L'8 ottobre seguente è stato inserito dal quotidiano britannico The Guardian nella lista dei 60 migliori calciatori nati nel 2023 ed il 31 marzo 2021 ha firmato il suo primo contratto professionistico.
Dopo due stagioni con la squadra riserve, nel 2022 è stato prestato all'Istria 1961 trovando tuttavia poco spazio. L'estate successiva è passato con la stessa formula agli sloveni del Domžale, con cui ha segnato 10 reti in 28 partite.
Il 6 settembre 2023 è stato ceduto a titolo definitivo al DAC Dunajská Streda.

### Nazionale
Ha giocato con le nazionali giovanili croate Under-14, Under-15, Under-16, Under-17, Under-19 ed Under-20.

## Statistiche

### Presenze e reti nei club
Statistiche aggiornate al 23 aprile 2025.
| Stagione        | Squadra             | Campionato      | Campionato | Campionato | Coppe nazionali | Coppe nazionali | Coppe nazionali | Coppe continentali | Coppe continentali | Coppe continentali | Altre coppe | Altre coppe | Altre coppe | Totale | Totale |
| Stagione        | Squadra             | Comp            | Pres       | Reti       | Comp            | Pres            | Reti            | Comp               | Pres               | Reti               | Comp        | Pres        | Reti        | Pres   | Reti   |
| --------------- | ------------------- | --------------- | ---------- | ---------- | --------------- | --------------- | --------------- | ------------------ | ------------------ | ------------------ | ----------- | ----------- | ----------- | ------ | ------ |
| 2019-2020       | Dinamo Zagabria     | 1.HNL           | 1          | 0          | CC              | 0               | 0               | -                  | -                  | -                  | -           | -           | -           | 1      | 0      |
| 2020-2021       | Dinamo Zagabria II  | 2.HNL           | 9          | 0          | -               | -               | -               | -                  | -                  | -                  | -           | -           | -           | 9      | 0      |
| 2021-2022       | Dinamo Zagabria II  | 2.HNL           | 24         | 10         | -               | -               | -               | -                  | -                  | -                  | -           | -           | -           | 24     | 10     |
| 2021-2022       | Istria 1961         | 1.HNL           | 3          | 0          | CC              | 0               | 0               | -                  | -                  | -                  | -           | -           | -           | 3      | 0      |
| 2022-2023       | Domžale             | 1.SNL           | 25         | 7          | CS              | 3               | 3               | -                  | -                  | -                  | -           | -           | -           | 28     | 10     |
| 2023-2024       | Šamorín             | 1L              | 4          | 6          | -               | -               | -               | -                  | -                  | -                  | -           | -           | -           | 4      | 6      |
| 2024-2025       | Šamorín             | 1L              | 9          | 4          | -               | -               | -               | -                  | -                  | -                  | -           | -           | -           | 9      | 4      |
| 2023-2024       | DAC Dunajská Streda | SL              | 10         | 2          | CS              | 4               | 1               | -                  | -                  | -                  | -           | -           | -           | 14     | 3      |
| 2024-2025       | DAC Dunajská Streda | SL              | 11         | 1          | CS              | 1               | 0               | -                  | -                  | -                  | -           | -           | -           | 12     | 1      |
| Totale carriera | Totale carriera     | Totale carriera | 96         | 30         |                 | 8               | 4               |                    | -                  | -                  |             | -           | -           | 104    | 34     |

## Palmarès

### Club

#### Competizioni nazionali
- Campionato croato: 1

Dinamo Zagabria: 2019-2020